# Іраншехр – Мірджаве
Іраншехр — Мірджаве — трубопровід на південному сході Ірану в провінції Систан і Белуджистан.
Наприкінці 2000-х до Іраншехру, розташованого в центральній частині провінції Систан і Белуджистан, подали природний газ по магістральному трубопроводу IGAT VII. Звідси ресурс постачається до інших міст регіону кількома газопроводами, один з яких, споруджений наприкінці 2010-х, прямує до розташованого на кордоні з Пакистаном Мірджаве. Довжина цього трубопроводу становить 255 км, при цьому на першій ділянці завдовжки 105 км до Палізану використали діаметр споруди 500 мм, на 41-кілометровому відтинку між Палізаном та Хашем проклали труби діаметром 400 мм, а на завершальній ділянці після Хашу діаметр зменшується до 250 мм.
У Хаші великим споживачем блакитного палива є цементний завод.